# شوت-او-اوتارد، کبک
شوت-او-اوتارد (به فرانسوی: Chute-aux-Outardes) روستایی در منطقه شهری مانیکواگان ناحیه کوت-نور در استان کبک کانادا است. در سرشماری سال ۲۰۱۱ این روستا ۱٬۸۸۲ نفر جمعیت داشته‌است و مساحت آن ۸٫۳۱ کیلومتر مربع است.